# NGC 770
NGC 770 (други обозначения – UGC 1463, MCG 3-6-10, ZWG 461.16, ARP 78, PGC 7517) е елиптична галактика (E1) в съзвездието Овен.
Обектът присъства в оригиналната редакция на „Нов общ каталог“.